# Georges Lemoine
Georges Lemoine (* 20. Juni 1934 in Rouen, Département Seine-Maritime; † 25. Juli 2025 in Caen, Département Calvados) war ein französischer Hochschullehrer und Politiker der Parti socialiste (PS), der Mitglied der Nationalversammlung (Assemblée nationale) sowie Staatssekretär war. Er war ferner zwischen 1977 und 1998 Bürgermeister von Chartres.

## Leben
Georges Lemoine begann nach dem Schulbesuch ein Studium an der École Normale Supérieure de Saint-Cloud, das er 1956 abschloss. Er war als Assistenzprofessor (Maître de conférences) für allgemeine und vergleichende Literaturwissenschaften an der Sorbonne, der Universität von Paris, tätig. Seine politische Laufbahn für die Parti socialiste (PS) begann er am 5. Oktober 1973, als er Mitglied des Generalrates des Département Eure-et-Loir wurde und in diesem bis zum 7. Oktober 1988 den Wahlkreis (Kanton) Chartres-Sud-Est vertrat. Am 25. März 1977 wurde er zudem Bürgermeister von Chartres und bekleidete dieses Amt mehr als 20 Jahre lang bis zum 27. Januar 1998. Er wurde für die PS bei der Parlamentswahl am 19. März 1978 erstmals zum Mitglied Nationalversammlung (Assemblée nationale) gewählt und vertrat dort nach seiner Wiederwahl bei der Parlamentswahl am 21. Juni 1981 zwischen dem 3. April und dem 23. Juli 1981 das Département Eure-et-Loir.
Lemoine legte sein Abgeordnetenmandat nieder, nachdem er am 22. Mai 1981 im ersten Kabinett Mauroy das Amt als Staatssekretär für Energie im Industrieministerium (Secrétaire d’Etat auprès du ministre de l’industrie, chargé de l’énergie) übernommen hatte und dieses bis zum 22. Juni 1981 bekleidete. Im Anschluss war er zwischen dem 23. Juni 1981 und dem 22. März 1983 im zweiten Kabinett Mauroy Staatssekretär im Verteidigungsministerium (Secrétaire d’Etat auprès du ministre de la défense). Im anschließenden dritten Kabinett Mauroy fungierte er vom 24. März 1983 bis zum 17. Juli 1984 als Staatssekretär für die Überseegebiete im Ministerium für Inneres und Dezentralisierung (Secrétaire d’Etat auprès du ministre de l’intérieur et de la décentralisation, chargé des Dom-Tom). Das Amt als Staatssekretär für die Überseegebiete im Ministerium für Inneres und Dezentralisierung hatte er anschließend zwischen dem 23. Juli 1984 und dem 19. März 1986 im Kabinett Fabius inne.
Bei der Parlamentswahl am 16. März 1986 wurde Georges Lemoine für die PS erneut zum Mitglied der Nationalversammlung gewählt und vertrat dort nach seiner Wiederwahl bei der Parlamentswahl am 12. Juni 1988 in der achten und neunten Legislaturperiode zwischen dem 2. April 1986 und dem 1. April 1993 wieder das Département Eure-et-Loir. Während seiner Parlamentszugehörigkeit war er Mitglied verschiedener Ausschüsse und unter anderem zwischen dem 24. Juni 1988 und dem 1. April 1993 Sekretär des Büros der Nationalversammlung. Ferner war er vom 7. Juli 1988 bis zum 1. Juli 1991 erst Haushaltsberichterstatter sowie im Anschluss zwischen dem 2. Juli 1991 und dem 1. April 1993 Vizepräsident des Ausschusses für nationale Verteidigung und die Streitkräfte (Commission de la défense nationale et des forces armées).
Am 1. April 1994 wurde Lemoine wieder Mitglied des Generalrates des Département Eure-et-Loir und vertrat in diesem bis zum 21. März 2008 erneut den Kanton Chartres-Sud-Est. Bei der Parlamentswahl am 1. Juni 1997 erfolgte schließlich wieder seine Wahl zum Mitglied der Nationalversammlung, der er nunmehr als Vertreter des Département Eure-et-Loir bis zum 18. Juni 2002 angehörte. Während dieser elften Legislaturperiode war er abermals Mitglied des Ausschusses für nationale Verteidigung und die Streitkräfte. Er trat später aus der PS aus und wurde Mitglied der Unabhängigen Arbeiterpartei POI (Parti ouvrier indépendant).
Lemoine starb am 25. Juli 2025 im Alter von 91 Jahren in Caen.